# Martin Vlčák
Martin Vlčák, né le 23 juillet 1998 à Nitra, est un coureur cycliste slovaque.

## Palmarès
- 2016
  - 3e du championnat de Slovaquie du contre-la-montre juniors
- 2019
  -  Champion de Slovaquie du contre-la-montre espoirs
  - 3e du championnat de Slovaquie du contre-la-montre par équipes
- 2020
  - 2e étape d'In the footsteps of the Romans[1]

## Classements mondiaux
| Année                                 | 2018  | 2019  | 2020  |
| ------------------------------------- | ----- | ----- | ----- |
| Classement mondial                    | 2742e | 1621e | 1071e |
| UCI Europe Tour                       | 1819e | 1078e | 832e  |
|                                       |       |       |       |
| Légende : nc = non classéSource : UCI |       |       |       |